# Trưng cầu dân ý về hiến pháp, tháng 10 năm 1946
Cuộc trưng cầu dân ý về hiến pháp đã được tổ chức tại Pháp vào ngày 13 tháng 10 năm 1946. Các cử tri được hỏi liệu họ có chấp thuận hiến pháp mới do Quốc hội lập hiến đề xuất được bầu vào tháng 6 hay không. Không giống như cuộc trưng cầu dân ý tháng Năm, đã thấy một đề xuất hiến pháp trước đó bị từ chối, hiến pháp mới được chấp nhận bởi 53,2% cử tri và đưa Đệ Tứ Cộng hòa Pháp vào tồn tại. Tỷ lệ cử tri đi bầu là 67,6%.

## Kết quả
| Bầu chọn                 | Chính quốc Pháp | Chính quốc Pháp | Tổng cộng  | Tổng cộng |
| Bầu chọn                 | Votes           | %               | Votes      | %         |
| ------------------------ | --------------- | --------------- | ---------- | --------- |
| Bầu phiếu                | 9.002.287       | 53,6            | 9.297.470  | 53,2      |
| Không bầu phiếu          | 7.790.856       | 46,4            | 8.165.459  | 46,8      |
| Phiếu không hợp lệ/trống | 336.502         | –               | 329.079    | –         |
| Tổng cộng                | 17.129.645      | 100             | 17.792.008 | 100       |
| Nguồn: Nohlen & Stöver   |                 |                 |            |           |